# Корнуда
Корнуда (італ. Cornuda, вен. Cornuda) — муніципалітет в Італії, у регіоні Венето, провінція Тревізо.
Корнуда розташована на відстані близько 440 км на північ від Рима, 55 км на північний захід від Венеції, 27 км на північний захід від Тревізо.
Населення — 6288 осіб (2014).
Щорічний фестиваль відбувається 11 листопада. Покровитель — святий Мартин.

## Демографія
Населення за роками:

Станом на 1 січня 2023 року в муніципалітеті офіційно проживали 1084 іноземці з 39 країн, серед них 193 громадяни країн Євросоюзу та 17 громадян України.

## Сусідні муніципалітети
- Каерано-ді-Сан-Марко
- Крочетта-дель-Монтелло
- Мазер
- Монфумо
- Монтебеллуна
- Педеробба